# Девета пехотна плевенска дивизия
Девета пехотна плевенска дивизия е българска военна част.

## Формиране
Девета пехотна плевенска дивизия е формирана през 1904 г. в Плевен, като в състава и влизат 2 бригади – 4-ти, 17-и, 33-ти и 34-ти пехотни полкове, както и 9-и дивизионен артилерийски полк. През Балканската война (1912 – 1913) към дивизията е създадено „балонно отделение“. Разформирана е през юли 1919 г.

## Балканска война (1912 – 1913)
По време на Балканската война дивизията се командва от генерал-майор Радой Сираков. Тя се сражава при Одрин, като част от Втора българска армия (командващ генерал-лейтенант Никола Иванов), и в Чаталджанската операция, като част от Трета българска армия (командващ генерал-лейтенант Радко Димитриев).

## Първа световна война (1915 – 1918)
През Първата световна война (1915 – 1918) дивизията влиза в състава на 1-ва армия и има следното командване и състав:

### Командване и състав
Щаб на дивизията
- Началник на дивизията – генерал-майор Стефан Нерезов, полковник Владимир Вазов
- Началник на щаба на дивизията – от Генералния щаб, подполковник Димитър Мустаков, подполковник Добри Попов
- Дивизионен инженер и командир на 9-а пионерна дружина – военен инженер, подполковник Атанас Данаилов
- Дивизионен лекар – санитарен полковник д-р Кръстьо Михайловски, санитарен подполковник Яков Митров
- Дивизионен интендант – подполковник Маргарит Теофанов, подполковник Владимир Чалъков
- Старши адютант – полковник Александър Симов
- Председател на военно-полевия съд – подполковник Иван Върбанов

Първа бригада
- Командир на бригадата – полковник Никола Крунев, полковник Петър Атанасов
  - Командир на 4-ти пехотен плевенски полк – подполковник Георги Панев
  - Командир на 17-и пехотен доростолски полк – подполковник Емануил Павлов

Втора бригада
- Командир на бригадата – полковник Димитър Бошнаков, полковник Никола Писаров (1917 – 1918)
  - Командир на 33-ти пехотен свищовски полк – полковник Константин Попов
  - Командир на 34-ти пехотен троянски полк – подполковник Пано Маринов

Трета бригада
- Командир на бригадата – полковник Иван Бончев, полковник Стефан Рачев
  - Командир на 57-и пехотен полк – подполковник Димитър Икономов
  - Командир на 58-и пехотен полк – подполковник Стоян Тороманов

Девета артилерийска бригада
- Командир на бригадата – полковник Михаил Шишков
  - Командир на 9-и артилерийски полк – полковник Радослав Каменов
  - Командир на 19-и артилерийски полк – подполковник Григор Димитров

При военните действия срещу Сърбия, на 1 октомври 1915 дивизията атакува противника на фронта Балта Бериловци, прохода Свети Никола, Писана бука и Чипровския проход. Опитите за атака и овладяване на противниковите позиции по хребетите на Модра стена и Дренова глава, остават без резултат. След това силите на дивизията са насочени към Нишкия укрепен пункт, който е овладян на 4 ноември.  По време на Косовската операция (10 ноември – 4 декември 1915 г.), заедно с 6-а дивизия, настъпвайки по две направления, без особена съпротива към 24 ноември 1915 г. успяват да проникнат към Прищина. На южния фронт, в началото на септември 1918 г. дивизията заема участъка от село Даутли до Дойранското езеро. В състава и влизат 17 пехотни дружини, 119 оръдия, 34 минохвъргачки, 184 картечници и 1 ескадрон.
Дивизията е най-известна с отбранителните си действия в Дойранската епопея (16 – 19 септември, 1918 г.).

## Втора световна война
В 1943 – 44 г. е в състава на Първи окупационен корпус в Поморавието, след което участва в заключителния етап на Втората световна война (1944 – 1945 г.). След това е разформирована.

## След Втората световна война
Формирана е наново с Указ 25 на Председателството на Народна република България през 1946 г. Съставът ѝ по това време е следния: четвърти пехотен плевенски полк, осемнадесети пехотен етърски полк, тридесет и трети пехотен свищовски полк и девети дивизионен артилерийски полк и различни дивизионни части за осигуряване и поддръжка. През май 1950 г. е преименувана на 9-а стрелкова дивизия. С министерска заповед № 527 от 22 септември 1950 г. е преименувана на 15-а стрелкова Дунавска дивизия, като са преименувани съответно и нейните полкове: 4-ти плевенски полк на 27-и стрелкови полк, 18-и етърски на 35-и стрелкови, 33-ти свищовски на 43-ти стрелкови и 9-и дивизионен артилейски полк на 44-ти оръдеен артилерийски полк. Според военните планове дивизията се определя като военновременна, като в началото 27-и отделен стрелкови полк в Плевен има задачата да развърне 15-а дивизия при война, а 35-и отделен стрелкови полк във Велико Търново още една дивизия. През 1961 г. Школата за запасни офицери е преместена от Велико Търново в Плевен, като 35-и стрелкови полк е закрит, а дивизията се развръща от Школата за запасни офицери. От 1960 г. дивизията е преименувана на 15-а мотострелкова дивизия. Закрита е през 1998 г.

## Началници
Званията са към датата на заемане на длъжността.
| #  | звание        | име              | дати                             |
| -- | ------------- | ---------------- | -------------------------------- |
| 1. | Генерал-майор | Павел Христов    | от 1904                          |
|    | Генерал-майор | Радой Сираков    | Балканска война                  |
|    | Генерал-майор | Стефан Нерезов   | септември 1915 – 2 декември 1916 |
|    | Полковник     | Владимир Вазов   | 1 март 1917 – 1918               |
|    | Генерал-майор | Константин Коцев | 1939 – 1940                      |
|    | Полковник     | Димитър Янчев    | 1940 – 13 септември 1944         |
|    | Генерал-майор | Михаил Захариев  | 14 септември 1944 – 1944         |
|    | Полковник     | Делчо Симов      | ноември 1947 – ?                 |
|    | Полковник     | Иван Бъчваров    | 23 януари – 28 август 1950 г.    |

## Почит
На 16 ноември 2019 г. в Плевен е открит тържествено паметник на Девета пехотна плевенска дивизия. Монументът е посветен на победата при Дойран по време на Първата световна война и се издига на мястото, откъдето през есента на 1915 година войниците на дивизията тръгват към фронта. В центъра на композицията е фигурата на генерал Владимир Вазов – командир на дивизията. Паметникът е открит от министъра на отбраната Красимир Каракачанов.